# Carlos María Javier de la Torre
Carlos María Javier da Torre y Nieto (Quito, 14 de novembro de 1873 - Quito, 31 de julho de 1968) foi um cardeal equatoriano da Igreja Católica Romana. Arcebispo de Quito, foi elevado ao cardinalato em 1953 pelo papa Pio XII, o primeiro equatoriano a ser admitido no Colégio dos Cardeais.

## Biografia
Carlos María Javier de la Torre era filho de Mario de la Torre e María Nieto y León. Após terminar seus estudos no Seminário Conciliar de Quito, Carlos María mudou-se para a Pontifícia Universidade Gregoriana, em Roma, onde obteve doutorado em teologia e direito canônico em 1896, residindo no Pontifício Colégio Pio Latino-americano. Foi ordenado sacerdote em 19 de dezembro de 1896. Atuou, de 1896 a 1911, na arquidiocese de Quito, como capelão do "Colegio de los Sagrados Corazones"; professor de teologia dogmática no Seminário Conciliar; pároco em Pelileo por um curto período; teólogo canônico do capítulo da catedral metropolitana; chanceler-secretário do Arcebispo Federico González de Quito; e pró-vigário geral.
O Papa Pio X nomeou-o bispo de Loja em 30 de dezembro de 1911. Recebeu a ordenação episcopal em 26 de maio de 1912, na catedral metropolitana de San Francisco de Assis, Quito, por Federico González Suárez, arcebispo de Quito; os co-consagradores foram Manuel Polit, bispo de Cuenca, e Juan María Riera, bispo de Guaiaquil. Seu lema episcopal era Obœdientia et pax.
Papa Bento XV o transferiu para a diocese de Riobomba (então Bolívar), em 21 de agosto de 1919 e depois para a diocese de Guayaquil, em 20 de dezembro de 1926, por Papa Pio XI. Promovido à sede metropolitana de Quito, em 8 de setembro de 1933. Tomou posse da sé em 8 de dezembro do mesmo ano. Assistente no Trono Pontifício, 19 de dezembro de 1946, por Papa Pio XII.
Criado Cardeal-presbítero no consistório de 12 de janeiro de 1953, aos 79 anos; recebeu o barrete vermelho e o título de S. Maria in Aquiro, diaconia elevada pro illa vice a título. Condecorado pelo governo espanhol com a Cruz de Alfonso X, el Sabio, janeiro de 1953. Sua promoção ao cardinalato foi comemorado pelo governo equatoriano emitindo um selo postal de 30 centavos. Legado Papal ao Congresso Eucarístico Nacional, San José, Costa Rica, 26 de dezembro de 1954. Participou da Primeira Conferência Geral do Episcopado Latino-Americano, Rio de Janeiro, de 25 de julho a 4 de agosto de 1955. Legado Papal à Primeira Plenária Concílio do Equador, Quito, 28 de julho de 1957. Legado papal ao Congresso Eucarístico Nacional, Guayaquil, 28 de agosto de 1958. Participou do conclave de 1958, que elegeu o Papa João XXIII. Participou do Concílio Vaticano II, 1962. Não participou do conclave de 1963. Sua renúncia ao governo pastoral foi aceita em 23 de junho de 1967. Foi o fundador da Universidade Católica do Equador, da rádio católica e do diário católico "La Unión". Membro da Academia Equatoriana da Língua. Ele foi o primeiro cardeal do Equador.
Cardeal de La Torre foi enterrado na cripta do Monastério de La Imaculada Concepción em Quito. No momento de sua morte, ele era o membro mais antigo do Colégio dos Cardeais.